# Джугашвили, Заза
За́за Джугашви́ли (груз. ზაზა ჯუღაშვილი; конец XVIII — начало XIX века) — прадед Иосифа Сталина по отцовской линии, крестьянин.
Сведения о биографии прадеда Иосифа Сталина по отцовской линии Зазы Джугашвили отрывочны и противоречивы. Они в основном построены на «воспоминаниях» людей, относящихся к периоду правления Иосифа Сталина (более чем через 100 лет после жизни Зазы Джугашвили) и не опираются ни на какие источники.
Согласно воспоминаниям А. М. Цихитатришвили, Заза Джугашвили жил в селе Ананури и был крепостным крестьянином князя Мачабели. Он участвовал в крестьянском восстании, после подавления которого были арестованы 10 крестьян, среди которых был Заза Джугашвили. Георгий Елисабедашвили, который знал Сталина с детства, уточнял, что арест Зазы имел место в 1805 году, после чего тот был помещён в Метехский за́мок. Это воспоминание подтверждается сохранившимся документом, озаглавленным «Показание меретского священника Иосифа Пурцеладзе коменданту г. Гори майору Рейху от 8 декабря 1805 г.» В этом документе фамилия Джугашвили написана как «Джука-швили» (через дефис), из чего некоторые исследователи делают вывод об осетинском происхождении Зазы Джугашвили, проводя его от осетинского рода: «Дзукаты — Дзукаевы — Дзукашвили — Дзука-швили».
Далее Цихитатришвили уточняет, что Зазе удалось бежать из тюрьмы, после чего он нашёл себе убежище в Горийском уезде, где он стал крепостным крестьянином князей Эристави. Саймон Себаг Монтефиоре в своей книге «Молодой Сталин» приводит неправдоподобную версию (опять же со ссылками на воспоминания) — по его мнению, Заза Джугашвили происходил из села Гери и в 1804 году присоединился к восстанию, организованному князем Элизбаром Эристави против владычества Российской империи на Кавказе. Однако, одному из князей по имени Элизбар Эристави к тому моменту было 66 лет, он мирно проживал в своём поместье в Белоте, писал стихи и никаких восстаний не организовывал. Второй Элизбар Эристави действительно был одним из организаторов заговора грузинских дворян против русского владычества, но этот заговор состоялся лишь в 1832 году, а сам Элизбар Эристави родился только в 1810 году (через 6 лет после описываемых событий).
Тем не менее, согласно воспоминаниям Цихитатришвили, Заза Джугашвили действительно организовал восстание среди крестьян князей Эристави (возможно, неправильная трактовка этого эпизода и служит источников ошибки Себага Монтефиоре). После этого он был вынужден бежать в Гаристави, где какое-то время скрывался, работая пастухом. Был опознан, вновь был вынужден бежать и он переселился в село Диди-Лило вблизи Тифлиса —  якобы жители села Гери, где они жили, попросили молодого князя владетеля Мачабели, который незадолго до этого бежал из персидского плена и был известен своей добротой, переселить их «где-нибудь, по направлению к Кахетии», что тот и сделал.